# Canton de Kaysersberg
Le canton de Kaysersberg est une ancienne division administrative française, située dans le département du Haut-Rhin, en région Grand Est. Il faisait partie de la deuxième circonscription du Haut-Rhin.
Il disparaît à l'occasion des élections départementales de 2015. Les communes qui le composaient sont réparties entre le canton de Colmar-1 (1 commune), le canton de Wintzenheim (1 commune) et le canton de Sainte-Marie-aux-Mines (10 communes).

## Composition
Le canton de Kaysersberg était composé des 12 communes suivantes :
|  | - Ammerschwihr ; - Beblenheim ; - Bennwihr ; - Ingersheim ; - Katzenthal ; - Kaysersberg (chef-lieu) ; - Kientzheim ; - Mittelwihr ; - Niedermorschwihr ; - Riquewihr ; - Sigolsheim ; - Zellenberg. |

## Administration

### Conseillers généraux de 1833 à 1871 et de 1919 à 2015
| Période      | Période      | Identité                                        | Étiquette           | Qualité                                                                                |
| ------------ | ------------ | ----------------------------------------------- | ------------------- | -------------------------------------------------------------------------------------- |
| 1833         | 1848         | Marie Philippe Aimé de Golbéry                  | Centre gauche       | Procureur général de la Cour de Besançon Député (1834-1848)                            |
| 1848         | 1861         | Georges Marie Louis Joseph de Golbéry           |                     | Juge de paix du canton de Kaysersberg                                                  |
| 1861         | 1871         | Hercule de Peyerimhoff de Fontenelle            |                     | Maire de Colmar (1855-1877) Député au Landesausschuss (Parlement d'Alsace-Lorraine)    |
|              |              |                                                 |                     |                                                                                        |
| 1919         | 1932 (décès) | Joseph Rieder                                   | Catholique National | Pharmacien Député (1930-1932) Maire de Kaysersberg                                     |
| 1932         | 1940         | Philippe Rieder (frère du précédent, 1889-1953) | APNA                | Viticulteur à Ammerschwihr                                                             |
|              |              |                                                 |                     |                                                                                        |
| 1945         | 1953 (décès) | Philippe Rieder                                 | DVD puis RPF        | Général Maire d'Ammerschwihr (1945-1953)                                               |
| 29 mars 1953 | 1973         | Théo Faller                                     | DVD-RPF puis UNR    | Viticulteur, conseiller municipal de Kientzheim Suppléant du député UNR Edmond Borocco |
| 1973         | 1985         | Jean-Barthélemy Thomann (1916-1992)             | UDF-CDS             | Maire d'Ingersheim (1959-1992), ancien résistant                                       |
| 1985         | 2004         | Jean-Paul Schmitt                               | DVD puis UDF        | Viticulteur Maire de Bennwihr (1965-2001)                                              |
| 2004         | 2015         | Henri Stoll                                     | EELV                | Professeur Maire de Kaysersberg (2001-2015)                                            |

### Conseillers d'arrondissement (de 1833 à 1871 et de 1919 à 1940)
Le canton de Kaysersberg avait deux conseillers d'arrondissement à partir de 1919.
| Période                                  | Période | Identité                                 | Étiquette | Qualité |
| ---------------------------------------- | ------- | ---------------------------------------- | --------- | --- |
| 1833                                     | 1839    | M. Kauffmann                             |           | Propriétaire à Kaysersberg                                                                                  |
| 1839                                     | 1848    | François Joseph Nachbaur (1792-1852)     |           | Notaire à Kaysersberg                                                                                       |
|                                          |         |                                          |           | |
| 1919                                     | 1931    | Joseph Schwartz (1870-1941)              |           | Viticulteur à Kientzheim                                                                                    |
| 1919                                     | 1925    | Jules Geyl (1871-1947)                   |           | Viticulteur, maire de Beblenheim                                                                            |
| 1925                                     | 1931    | Paul Gillet (1868-1937)                  |           | Maire d'Ingersheim                                                                                          |
| 1931                                     | 1940    | Félix Barxel (1875-1954)                 | UPR       | Ancien conseiller municipal d'Ingersheim                                                                    |
| 1931                                     | 1940    | Frédéric (Fritz) Brechbühler (1899-1946) | UPR       | Propriétaire cultivateur à Ostheim                                                                          |
| 1940                                     |         |                                          |           | Les conseils d'arrondissement ont été suspendus par la loi du 12 octobre 1940 et n'ont jamais été réactivés |
| Les données manquantes sont à compléter. |         |                                          |           | |

## Démographie
| 1962   | 1968   | 1975   | 1982   | 1990   | 1999   | 2006   | 2011   | 2012   |
| ------ | ------ | ------ | ------ | ------ | ------ | ------ | ------ | ------ |
| 14 056 | 15 015 | 15 929 | 15 469 | 15 736 | 16 126 | 16 887 | 16 831 | 16 669 |